# Archélaos Ier
Pour les articles homonymes, voir Archélaos.
Archélaos Ier (en grec ancien : Ἀρχέλαος Αʹ), mort assassiné en 399 av. J.-C., est un roi de Macédoine de la dynastie des Argéades qui règne de 413 à 399 av. J.-C.
Après une période marquée par la désunion d'un territoire macédonien tiraillé entre luttes régionales et menaces d'invasions barbares, Archélaos réorganise la défense du royaume et l'ouvre vers la Grèce, qui lui est liée par des liens culturels et commerciaux.
C'est sous son règne que la capitale, qu'il déplace à Pella, devient un important centre culturel. À sa mort, le royaume est de nouveau perturbé par des troubles de succession dynastique et les désirs d'indépendance des royaumes vassaux de la Macédoine. Des rois éphémères se succèdent seulement quelques années voire quelques mois avant l'avènement d'Amyntas III.

## Biographie

### Début du Règne
D’après le Gorgias de Platon, il est le fils naturel de Perdiccas II et de Simiché, une esclave d'Alcétas, frère de Perdiccas. À la mort de son père, il noie son demi-frère de 7 ans (le fils de sa belle-mère Cléopâtre, épouse légitime de son père Perdiccas II).
Ensuite, en 448 av. J.-C., Archélaos attire son oncle Alcétas II de Macédoine ainsi que son cousin Alexandre (le fils d'Alcétas) chez lui, les enivre puis les emmène en pleine nuit sur son char pour les égorger. Il monte donc sur le trône en faisant assassiner les héritiers légitimes, ces meurtres familiaux entraînant la réunification du royaume de Macédoine.
Son règne commence au moment où l'expédition de Sicile ruine la puissance d'Athènes. Aussi, la menace de la cité attique passée, entretient-il des relations cordiales avec elle, lui permettant même de reconstruire une partie de sa flotte en lui vendant du bois. Athènes lui confère en remerciement les titres de proxène et évergète du peuple athénien. Ce répit du côté athénien lui permet d'intervenir en Thessalie, où il soutient la famille des Aleuades (à Larissa). Il réprime aussi une révolte de la ville de Pydna, qu'il réintègre sous sa coupe. Les mines de cuivre de la Bisaltide lui confèrent la puissance économique nécessaire pour échanger avec la Grèce.

### Fortification du royaume
Archélaos développe le commerce avec la création de routes qui permettent la communication avec les régions plus éloignées et qui sont importantes pour la circulation des troupes. Il favorise l'essor de la monnaie. Il renforce l'armée, en particulier la cavalerie et l'infanterie hoplite et construit de nombreuses forteresses et haras. Thucydide précise qu'Archélaos fait construire des routes rectilignes traversant le pays et que ses forces armées, tant en cavalerie qu'en infanterie lourde et en équipement, deviennent plus puissantes qu'elles n'avaient jamais été sous les règnes de ses prédécesseurs. Il s'empare également des Portes de Fer, dangereux détroit septentrional qu'il fortifie afin de prévenir les invasions de ce côté.

### Essor culturel du royaume
Il est également connu comme un homme de culture et d'échanges culturels avec la Grèce méridionale. Il fixe la nouvelle capitale du royaume à Pella, et accueille à sa cour de nombreux artistes grecs, parmi lesquels le tragédien Euripide qui compose en son honneur la pièce Archélaos et fait donner la première représentation des Bacchantes, le peintre Zeuxis qu'il emploie pour décorer son palais, le musicien Timothéos et le poète Agathon. Le roi soutient financièrement ses hôtes afin de faire de sa capitale un pôle d'attraction ; Athénée dans les Deipnosophistes raconte ainsi que le poète Choirilos y reçoit chaque jour quatre mines pour ses repas. Archélaos organise un festival religieux avec le concours de musiciens et de sportifs honorant Zeus et les muses à Dion, ville de Piérie et l'un des centres religieux les plus importants du royaume. Les plus grands athlètes et artistes de la Grèce viennent en Macédoine pour participer à cet événement. 
Il remporte la médaille d'or de la course de chars (tethrippon) aux Jeux olympiques et aux Jeux pythiques de 408 av. J.-C., en tant que représentant de la Macédoine.

### Mort
Archélaos est assassiné par son éraste, Cratère, victime d'un complot lors d'une partie de chasse, bien que rien ne soit jamais venu le prouver. Selon Élien et Aristote, la raison en serait qu'Archélaos avait promis la main d'une de ses filles, puis renonça à sa promesse, et le futur mari, désespéré, l'aurait assassiné. Sa mort est suivie d'une longue période de troubles.
Dans la Rhétorique, Aristote raconte que Socrate, mort la même année qu'Archélaos Ier, aurait refusé de le rencontrer au motif qu’« il y a quelque chose de blessant à ne pas pouvoir répondre à un procédé quand il est bon, aussi bien que lorsqu'il est mauvais ».
La mort d'Archélaos est évoquée dans le Second Alcibiade (141e). D'après le dialogue, il aurait été tué par l'un de ses amants, désireux de prendre sa place.

## Famille

### Mariage et enfants
On ne connaît pas le nom de son (ou ses) épouse(s) mais il eut six enfants :
- Oreste (399-398), roi de Macédoine ;
- Argaios II (393-392), roi de Macédoine ;
- Amyntas ;
- Pausanias ;
- Deux filles. La première épouse Irrhos d’Illyrie et la seconde épouse Derdas III.

Il serait également peut-être le père d'Amyntas II.